# Horloge électrique

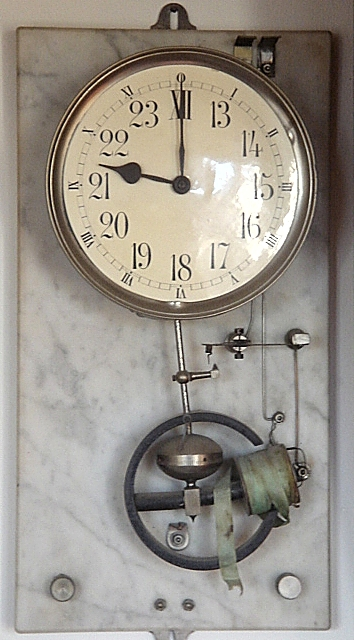
Une des premières pendules électriques.

Les horloges électriques sont des horloges mues par un courant électrique.

## Histoire
L’horloge électrique a été inventée dans la première moitié du XIXe siècle.
En 1820, le Français André-Marie Ampère invente l'électro-aimant et propose des bases d'étude de l'électromagnétisme (les effets magnétiques du courant électrique). Cette propriété est utilisée dans les moteurs électriques, de haut-parleurs, les appareils d'enregistrement comme les magnétoscopes, les magnétophones, etc.
En 1840, l'horloger écossais Alexander Bain réalise la première horloge électrique. L'énergie est fournie par une pile qui alimente un électro-aimant qui fait osciller un pendule. Il imagine également qu'une horloge centrale pourrait envoyer des signaux électriques pour synchroniser de nombreuses autres horloges. Cette idée sera mise en application par Louis Clément François Breguet en 1856 qui installe à Lyon un système pouvant faire fonctionner 76 cadrans logés dans les lanternes de l'éclairage public reliés entre eux par un réseau de fils électriques. L'horloge mère, alimentée par une pile électrique, est connectée à un régulateur qui envoie un courant inversé à chaque minute dans le conducteur pour assurer à tous les cadrans d'afficher la même heure. 
Vers 1900, l'électricité commence à se répandre (mise en place de réseaux électriques). L'utilisation domestique d'horloges électriques devient possible. Les premières horloges électriques pratiques sont réalisés en 1918 par Henry Ellis Warren (en), un électricien américain.  Elles fonctionnent avec un moteur synchrone asservi à la fréquence stabilisée du réseau électrique alternatif.  Il est parvenu à convaincre les électriciens d'offrir la distribution du temps comme service après que la faible (mais constante) consommation des horloges soit devenue mesurable.  Le faible investissement requis pour assurer une grande stabilité étant largement compensé par la consommation supplémentaire engendrée par la multiplication des horloges.
Dans les années 1950, les progrès techniques permettent la mise au point de montres électriques. La mise au point des montres à quartz dans les années 1970 rend cette technique obsolète.

## Principes
Le balancier ferme un contact de platine au moment zéro de l'oscillation, ce qui excite la bobine et donne une légère impulsion à l'aimant qui se trouve au bas de la tige. L'oscillation du balancier permet à un cliquet qui se trouve au sommet de celui-ci d'agir sur un rochet qui fait avancer le mouvement. 
La précision de ce mouvement est sensiblement supérieure à celle d'une horloge mécanique, pour autant bien entendu que le contact fonctionne parfaitement.